# Shrek (franchise)
Shrek är en franchise med ursprung i en bok från 1990 och som givit upphov till fem filmer, två spin off-filmer och ett antal TV-program.
I april 2023, samtidigt som Shrek 5 avslöjades, blev det även klart att en spin off-film om Åsnan var under tidig utveckling.

## Böcker
- Shrek! (1990)

## Filmer
- Shrek (2001)
- Shrek 2 (2004)
- Shrek den tredje (2007)
- Shrek – Nu och för alltid (2010)
- Shrek 5 (2026)

### Spin off-filmer
- Mästerkatten (2011)
- Mästerkatten 2 (2022)

## Återkommande rollfigurer

### Shrek
Shrek är ett grönt träsktroll som är handlingens protagonist. Den engelska originalrösten görs av Mike Myers och den svenska rösten av Samuel Fröler.

### Åsnan
Åsnan är en talande åsna. Den engelska originalrösten görs av Eddie Murphy och den svenska rösten av Jonas Malmsjö.